# Surgical Steel
Surgical Steel è il sesto album in studio del gruppo musicale britannico Carcass, pubblicato nel 2013 dalla Nuclear Blast.

## Descrizione
Si tratta del primo album realizzato dalla band dopo la reunion del 2007, a distanza di 17 anni dalla pubblicazione dell'ultimo album Swansong nel 1996.

## Tracce
Testi di Jeffrey Walker, musiche di Bill Steer, Daniel Wilding e Jeffrey Walker.
1. 1985 – 1:15
2. Thrasher's Abattoir – 1:50
3. Cadaver Pouch Conveyor System – 4:02
4. A Congealed Clot of Blood – 4:13
5. The Master Butcher's Apron – 4:00
6. Noncompliance to ASTM F 899-12 Standard – 6:07
7. The Granulating Dark Satanic Mills – 4:10
8. Unfit for Human Consumption – 4:24
9. 316 L Grade Surgical Steel – 5:20
10. Captive Bolt Pistol – 3:16
11. Mount of Execution – 8:25

## Formazione
Gruppo
- Jeffrey Walker – voce, basso
- Bill Steer – chitarra, voce secondaria
- Daniel Wilding – batteria

Altri musicisti
- Ken Owen – cori
- Chris Gardner – cori

## Classifiche
| Classifica (2013) | Posizione massima |
| ----------------- | ----------------- |
| Australia         | 59                |
| Austria           | 24                |
| Francia           | 80                |
| Germania          | 10                |
| Irlanda           | 84                |
| Paesi Bassi       | 73                |
| Regno Unito       | 47                |
| Stati Uniti       | 41                |
| Svezia            | 42                |